# Рузвельт, Корнелиус
Корнелиус Ван Шак Рузвельт (англ. Cornelius Van Schaack Roosevelt; 30 января 1794, Нью-Йорк, США — 17 июля 1871, Ойстер-Бей, Нью-Йорк, США) — американский предприниматель, дед президента США Теодора Рузвельта.

## Биография
Родился 30 января 1794 года в Нью-Йорке в семье предпринимателя Джеймса Якобуса Рузвельта (1759—1840) и Марии ван Шак (1773—1845). Его младший брат член Палаты представителей США Джеймс Джон Рузвельт. В 1818 году Корнелиус окончил Колумбийский колледж, но не продолжил обучение в Колумбийском университете так, как его не устраивала академическая жизнь.
После окончания обучения, Рузвельт стал партнёром своего отца по импорту скобяных изделий. По его настоянию фокус предприятия сменился со скобяных изделий на листовое стекло. После смерти своего отца в 1840 году Корнелиус унаследовал большое состояние и стал одним из пяти богатейших людей Нью-Йорка. Он продолжал работать в этом бизнесе вплоть до выхода на пенсию в 1865 году.
Во время паники 1837 года Рузвельт скупил большое количество участков на Манхэттене под застройку.
В 1844 году, когда истёк срок действия первоначального устава New York Chemical Manufacturing Company, химическая компания была ликвидирована и преобразована как банк, став в 1844 году Химическим банком Нью-Йорка. Рузвельт был одним из первых директоров банка в соответствии с его новым уставом, наряду с Джоном Д. Вульфом, Айзеком Платтом и Брэдишем Джонсоном. К 1851 году компания продала все оставшиеся запасы химического подразделения, а также активы в сфере недвижимости и позже стала современным Chase Bank.
Корнелиус Рузвельт умер 17 июля 1871 года в своей летней резиденции в Ойстер-Бей. Похоронен на кладбище Грин-Вуд в Бруклине. Его состояние оценивалось от 3 до 7 миллионов долларов.

## Семья
9 октября 1821 года Корнелиус Рузвельт женился на Маргарет Барнхилл (1799—1861), дочери Роберта Крейга Барнхилла и Элизабет Поттс. Она была потомком английских и ирландских квакеров. У них было шестеро сыновей: 
- Сайлас Уэйр Рузвельт (1823—1870)
- Джеймс Альфред Рузвельт (1825—1898)
- Корнелиус Ван Шак Рузвельт-младший (1827—1887)
- Роберт Барнхилл Рузвельт (1829—1906)
- Теодор Рузвельт (1831—1878)
- Уильям Уоллес Рузвельт (1834—1835)

Когда каждый из его сыновей женился, он подарил им дома в Нью-Йорке.